# Mouvement romand
Pour les articles homonymes, voir Romand.
Le Mouvement romand (MR), fondé en 1959, est une ancienne association apolitique suisse dédiée à la défense de la langue et de la culture françaises en Suisse. Il milite pour une Romandie libre.

## Romandie
Le MR considère que la Romandie est composée de six cantons francophones : Fribourg, Genève, Jura, Neuchâtel, Valais, et Vaud. Il convient de noter que le MR inclut uniquement les régions francophones des cantons bilingues, tels que Fribourg et le Valais.

## Historique

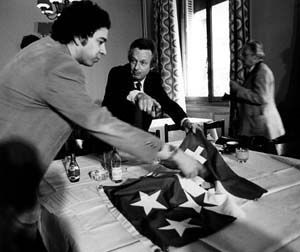
Roland Béguelin au centre du Mouvement romand en 1981.

L'Association romande de solidarité francophone (ARSF) est fondée en 1959 par Roland Béguelin, qui milite pour « la défense et les intérêts des cantons francophones de Suisse ».
En 1985, l'Association est brièvement renommée Mouvement populaire romand avant de prendre officiellement le nom de Mouvement romand (MR).
En 1992, après le rejet du référendum sur l'adhésion de la Suisse à l'Espace économique européen, le MR, partisan du oui, renforce ses positions. En effet, lors de cette votation, le non est nettement plus marqué en Suisse alémanique qu'en Romandie. Depuis lors, le MR défend la coordination des programmes scolaires entre les cantons romands, la création d'un conseil économique romand, ainsi que le rapprochement entre les universités et la concertation entre les exécutifs cantonaux.
En 1997, le MR dépose une pétition auprès du Grand Conseil de Genève, demandant aux Grands Conseils des cantons romands de créer un Parlement et un Conseil des ministres romands, élus au suffrage universel, d'ici l'an 2000. Cette pétition est rejetée par la commission des affaires communales, régionales et internationales.
Dans les années 2000, le MR redéfinit son objectif et se positionne contre « les anglicismes et les américanismes apparaissant sur les plans national et international ».
Au début des années 2010, le MR poursuit son déclin et abandonne son projet d'indépendance romande.

## Structure

### Présidents
- ? - 1980 : Eugène Schircks[6];
- 1980 - ? : Jean-Paul Bovée[7];
- ~ 1989 - : Eric Berseth (ad interim)[8];
- ~ 1993 : Jacky Reymond[3];

## Drapeau
Le drapeau est conçu par Roland Béguelin en 1981. Les six étoiles symbolisent les six cantons francophones, le drapeau français représente la langue française, et la croix fédérale fait référence à la Suisse.
En 1992, après le rejet du référendum sur l'adhésion de la Suisse à l'Espace économique européen, le MR décide de retirer la croix fédérale de son drapeau.